# Mitrastemonaceae
Mitrastemonaceae is een botanische naam, voor een familie van tweezaadlobbige planten. Een familie onder deze naam wordt vrij zelden erkend door systemen voor plantentaxonomie
Zo'n familie wordt wel erkend door het Cronquist systeem (1981), met een plaatsing in de orde Rafflesiales. Het APG-systeem (1998) liet de familie ongeplaatst. Daarentegen erkent het APG II-systeem (2003) de familie niet. De APWebsite [12 feb 2008] en het APG III-systeem (2009) erkennen wel een familie onder deze naam en plaatsen deze in de orde Ericales.
Het gaat dan om een heel kleine familie van volledige parasieten.